# Schülerruderverband Niedersachsen
Der Schülerruderverband Niedersachsen wurde am 5. Juli 1919 als Weser-Schüler-Ruder-Verband (WSRV) mit Ruderern aus Hameln, Hann. Münden und Eschwege gegründet. Nachdem sich 1964 die hessischen Schulen abspalteten, wurde die Satzung 1. Januar 1965 geändert und der Verband in Schülerruderverband Niedersachsen umbenannt. Zahlreiche Spitzensportler wie Tobias Kühne oder Carlotta Nwajide haben das Rudern in Vereinen des SRVN gelernt. Zwischen 1971 und 2018 waren fast jährlich die Boote des SRVN beim bundesweiten Wettkampf Jugend trainiert für Olympia & Paralympics siegreich.